# برونو ماری-رز
برونو ماری-رز (فرانسوی: Bruno Marie-Rose‎؛ زادهٔ ۲۰ مه ۱۹۶۵) دونده سرعت اهل فرانسه است.
وی در مسابقات کشوری و بین‌المللی در مجموع برندهٔ ۲ مدال طلا، ۲ مدال نقره، ۵ مدال برنز شده‌است.